# Число Роуза
Число Роуза (Rs) — критерий подобия в гидродинамике, описывающий перенос осадка движущейся жидкостью.
{\displaystyle \mathrm {Rs} ={\frac {v_{s}}{\kappa \,u_{*}}}},
где
- {\displaystyle v_{s}} — скорость осаждения;
- {\displaystyle u_{*}} — сдвиговая скорость;
- {\displaystyle \kappa } — постоянная Кармана.

## Характер переноса в зависимости от числа Роуза
| Характер переноса | Разжижение                          | Взвесь: взвешено 50 %                     | Взвесь: взвешено 100 %                    | Снос                                |
| Число Роуза       | {\displaystyle \mathrm {Rs} >2{,}5} | {\displaystyle 1{,}2<\mathrm {Rs} <2{,}5} | {\displaystyle 0{,}8<\mathrm {Rs} <1{,}2} | {\displaystyle \mathrm {Rs} <0{,}8} |

Названо в честь американского учёного Хантера Роуза, который провёл детальное изучение механизма переноса осадка.